# Place de la Nation

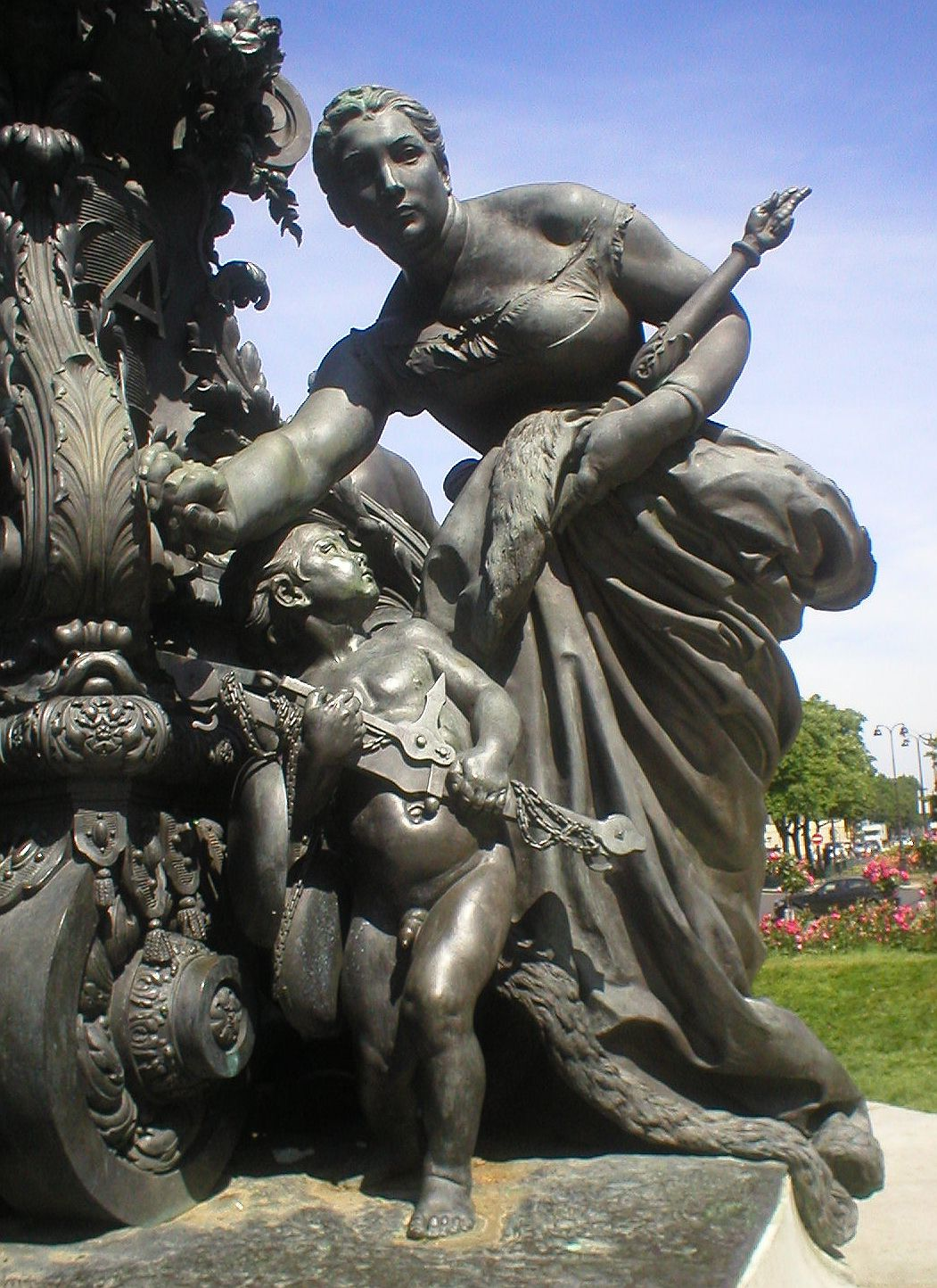
Particolare del Trionfo della Repubblica

La Place de la Nation (ex Place du Trône, successivamente Place du Trône-Renversé durante la Rivoluzione ) è una rotonda sul lato orientale di Parigi, tra Place de la Bastille e il Bois de Vincennes, al confine tra l' XI e il XII arrondissement.
Ampiamente conosciuta per essere stata sede delle ghigliottine più attive durante la Rivoluzione francese, fu ribattezzata Place de la Nation in occasione della ricorrenza del giorno della presa della Bastiglia, il 14 luglio 1880, sotto la Terza Repubblica.
La piazza comprende una grande scultura in bronzo di Aimé-Jules Dalou, il Trionfo della Repubblica raffigurante Marianne, ed è circondata da negozi e un giardino fiorito. È servita dalla stazione Nation della metropolitana di Parigi.

## Storia

### Ancien Regime
Parigi porta ancora oggi le tracce del Mur des Fermiers généraux, una cinta muraria costruita tra il 1784 e il 1791, una delle numerose mura cittadine costruite tra l'alto Medioevo e la metà del XIX secolo ben oltre gli edifici di Parigi, in una campagna, per circondare case, giardini e monasteri allo scopo di controllare il flusso delle merci e di consentirne il pagamento del dazio da parte del Farmers General.
La costruzione della cinta muraria lasciò un vasto spazio erboso coltivato a vigneto e orti fino alla cinta muraria medievale e alle mura dei giardini dell'antico villaggio di Picpus, che conteneva grandi conventi, scuole e ritiri. Un trono fu eretto in questo spazio il 26 luglio 1660 in occasione dell'arrivo solenne di Luigi XIV e Maria Teresa di Spagna dopo il loro matrimonio a Saint-Jean-de-Luz. Questo diede alla piazza il suo nome originale di Place du Trône.
In origine, la piazza ospitava due padiglioni e due colonne della barrière du Trône progettata da Claude Nicolas Ledoux e costruita per la barriera di octroi (per la riscossione del dazio) che circondava l'ingresso al cours de Vincennes. Le colonne erano sormontate dalle statue dei re Filippo II e Luigi IX.

### Rivoluzione francese
Durante la rivoluzione, la piazza fu ribattezzata Place du Trône-Renversé (Piazza del trono rovesciato) il 10 agosto 1792. Venne allestita una ghigliottina nella metà meridionale della piazza, vicino al Padiglione della Legge costruito da Ledoux. Le persone ghigliottinate venivano sepolte nel vicino cimitero di Picpus e tra loro:
- André Chénier, 25 luglio 1794.
- Cécile Renault, Henri Admirat e Jean-Baptiste Michonis, 17 giugno 1794.
- Josse-François-Joseph Benaut, compositore, 13 luglio 1794.
- Jean-Frédéric Edelmann, compositore, 17 luglio 1794.
- Le martiri di Compiègne, monache carmelitane, 17 luglio 1794.

### XIX secolo
Il monumento centrale, Il Trionfo della Repubblica, è una scultura in bronzo realizzata da Aimé-Jules Dalou. Fu eretto in occasione del centenario della Rivoluzione, con la scultura dapprima in gesso, nel 1889, e poi in bronzo nel 1899. La figura di Marianne, personificazione della Repubblica, si erge su un globo posto su un carro trainato da leoni, è circondata da varie figure simboliche, e guarda verso Place de la Bastille. Quando il monumento fu eretto, era circondato da un grande stagno. Ulteriori sculture di alligatori, simboli delle minacce alla democrazia, furono rimosse durante l'occupazione nazista di Parigi e fuse.

### XX secolo
Il 22 giugno 1963, la rivista Salut les copains organizzò un concerto a Place de la Nation, con Johnny Hallyday, Richard Anthony, Eddy Mitchell e Frank Alamo, che attirò oltre 150.000 giovani. Il titolo del numero del giorno successivo della rivista Paris-Presse recitava: "Salut les voyous!". Il fotografo Jean-Marie Périer, amico di molti degli artisti, realizzò un reportage sul concerto. La Place de la Nation era la posizione della Foire du Trône prima della Pelouse de Reuilly.